# Monthly Comic Ryū
Monthly Comic Ryū (月刊 Comic リュウ?, Gekkan Komikku Ryū) è un mensile giapponese che tratta di anime ed è indirizzata a un pubblico seinen, pubblicato da Tokuma Shoten. La rivista originariamente fu un inserto speciale di Animage, iniziato nel 1979, sospeso dopo pochi mesi di pubblicazioni. Il 19 novembre 2006, la rivista è stata di nuovo pubblicata.

## Mangaka e serie
- Dreambuster (ドリームバスター) di Masahiko Nakahira e Miyuki Miyabe
- Loup-garou (ルー＝ガルー) di Higuchi Akihiko e Natsuhiko Kyogoku
- Xenon di Masaomi Kanzaki
- Revive! di Koichi Igarashi
- MM Little Morning (MMリトルモーニング/青空にとおく酒浸り) di Kōichirō Yasunaga
- Kerberos & Tachiguishi (ケルベロス×立喰師 腹腹時計の少女) di Mamoru Sugiura e Mamoru Oshii
- Hinagiku jyunshin onna gakuen (ひなぎく純真女学園) di Keiko Fukuyama
- Yuru Yul nya!! (ゆるユルにゃー!!) di Funi Koishikawa
- Norui oku shimai (のろい屋しまい) di Hirarin
- Tsubame: you bamari shojo kikou (つばめ～陽だまり少女紀行) di Noriyuki Matsumoto
- Ginga eiyū densetsu (銀河英雄伝説) di Yoshiki Tanaka e Katsumi Michihara
- Omoide emanon (おもいでエマノン) di Shinji Kajio e Kenji Tsuruta
- Mitsume no yumeji (三つ目の夢二) di Eiji Ootsuka e Subzero Kizaki
- Uruwashi jima yunu monogatari (麗島夢譚) di Yoshikazu Yasuhiko
- Regina (レジーナ) ex-Shoko Yoshinaka
- Yanagihana: Yupha no daichi (柳花 ~ユファの大地~) di Harutoshi Fukui e Wosamu Kine
- Koha kasugai no amanattou (子はカスガイの甘納豆) di Shinpei Itou
- Keyman - The Hand of Judgment (キーマン・ザ・ハンド・オブ・ジャッジメント) di Warai Naku
- Monster musume no iru nichijō (モンスター娘のいる日常) di Okayado
- Centaur no nayami (セントールの悩み) di Kei Murayama
- Oshibudo di Auri Hirao[1]